# Segesvárszék

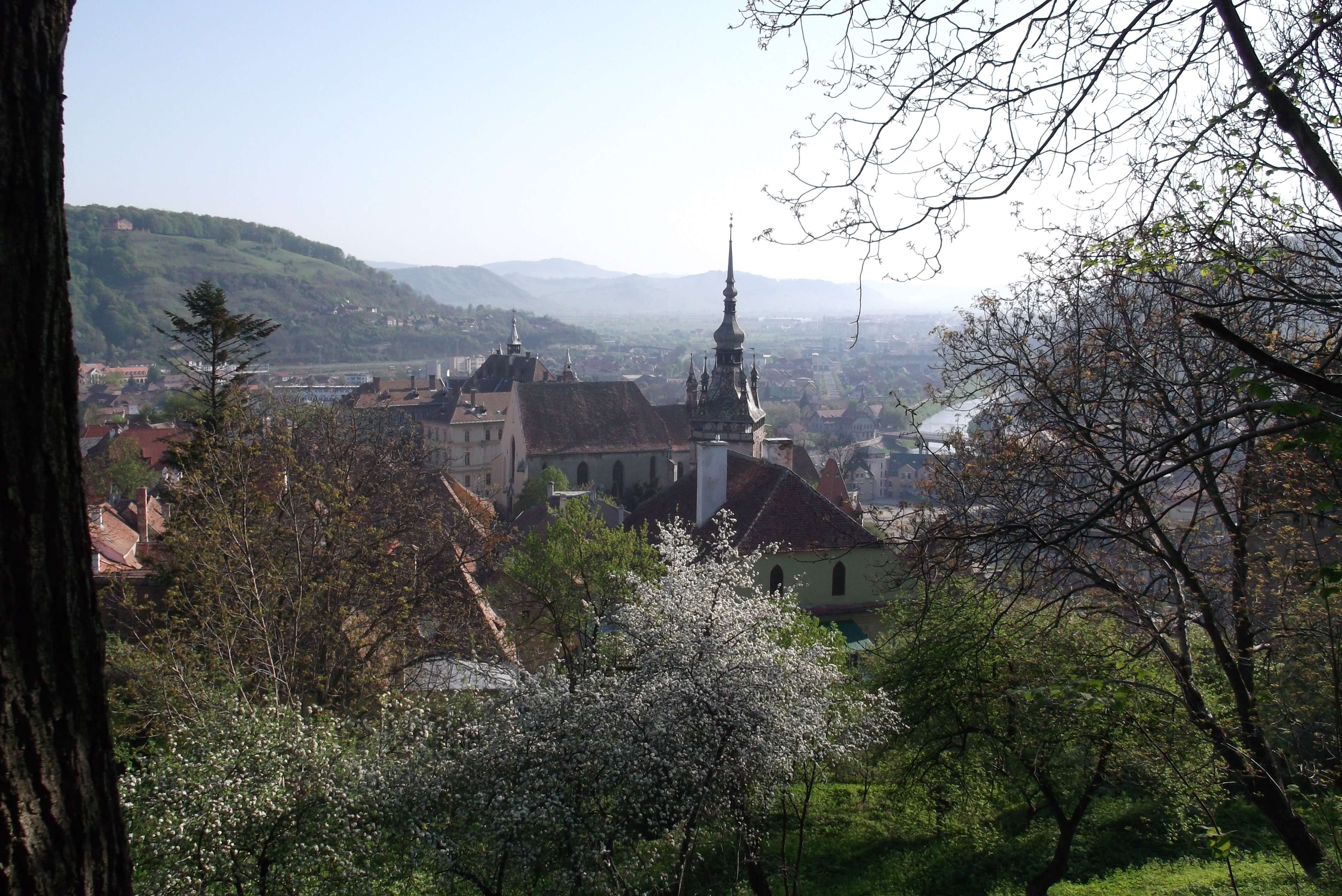
Segesvár, az egykori Segesvárszék központja

Segesvárszék (németül: Schässburger Stuhl, románul: Scaunul Sighișoarei) különleges közigazgatási egység volt a Magyar Királyságban, Erdélyben: az erdélyi szász székek egyike, mely a 13. századtól 1876-ig állt fenn. 1891-ben területe 553,7 km², lakóinak száma 27 280 fő, székhelye Segesvár volt.

## Fekvése

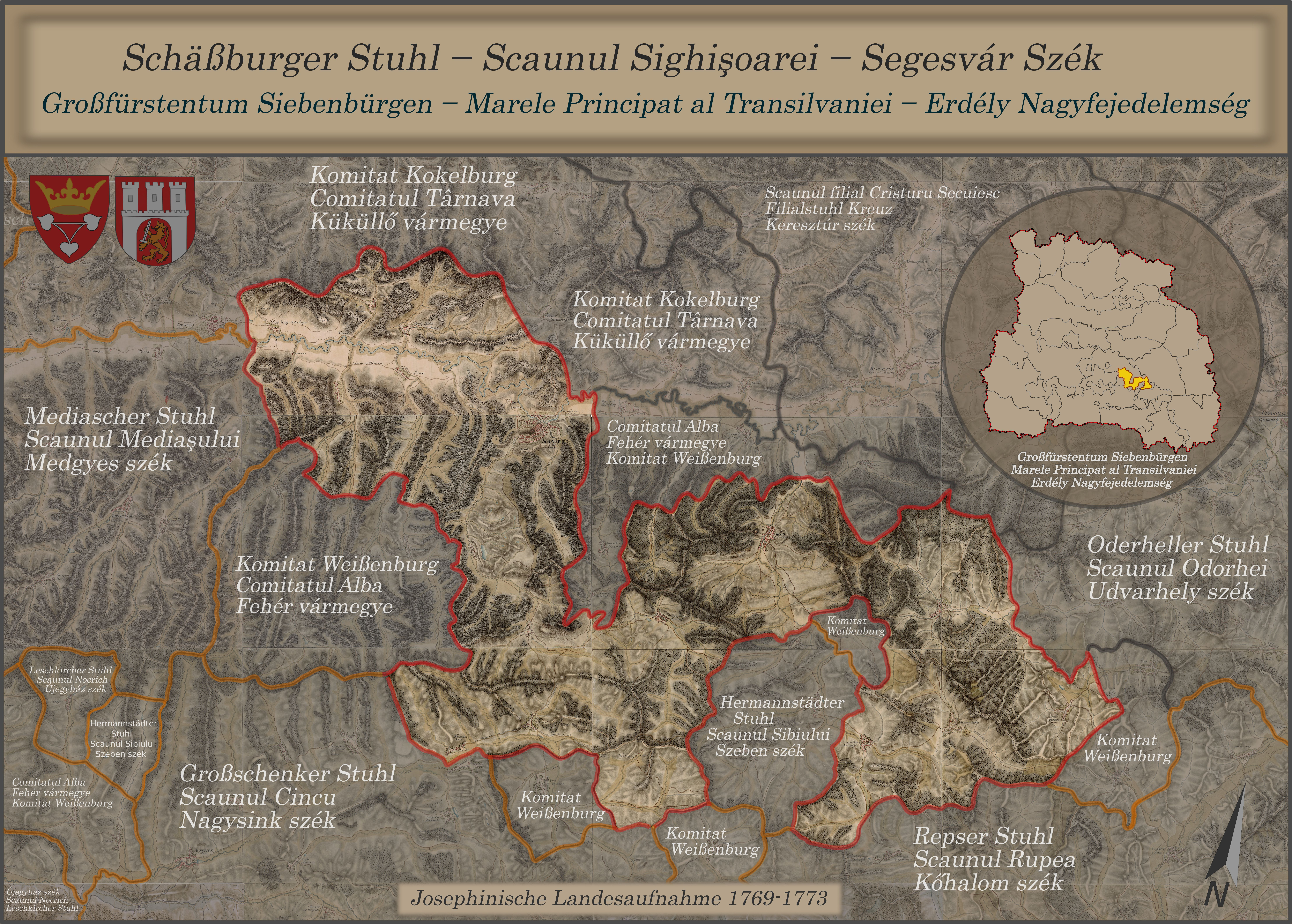
Segesvárszék térképe

A Nagy-Küküllő bal és jobb partján, keskeny sávban terült el. Szomszédai nyugaton Medgyesszék és Fehér, Felső-Fehér vármegyék egyik szigete, délnyugaton Nagysinkszék, délkeleten Kőhalomszék, keleten Udvarhelyszék, északkeleten Fehér ill. Felső-Fehér vármegye egy másik szigete, északon Küküllő vármegye volt.

## Története

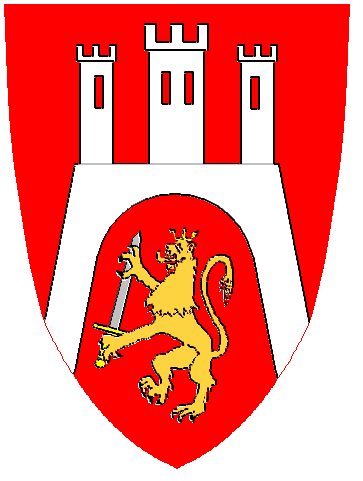
Segesvárszék címere

A szász székekről II. András király 1224-i kiváltságlevele az Andreanum tett említést. A kiváltságlevél a király és a szász telepesek viszonyát szabályozta. 7, illetve ténylegesen Szebennel együtt 8 szász székre vonatkozott: Újegyház, Szászváros, Kőhalom, Nagysink, [Szerdahely, Segesvár, (Szász)Sebes székhelyekre. (Lásd még: Erdélyi szász univerzitás.)
Segesvárszék nevét 1349-ben a szász székek közös gyűlésén kelt oklevél említette először, majd 1355-ben Szebenszék és a hozzá tartozó Hétszék nevében rendelkeztek.
Segesvár vára a 12. században, 1198 körül épült. Neve 1280-ban de Castro Sex, 1298-ban Schespurch, 1300-ban Segusvár, 1309-ben Segesburg, 1407-ben Segeswar, 1552-ben pedig Segesvarinum alakban volt említve.
1490-ből, Hunyadi Mátyás uralkodásának idejéből fennmaradt a Segesvár városa és a medgyesi és selyki székek közös hűségnyilatkozata, mely arról nyilatkozik, hogy ha Beatrix királynétól Hunyadi Mátyásnak törvényes gyermeke nem születik, halála után fiát, Corvin Jánost „igaz örökös urunkká fogadjuk”.
1545-ben, a reformáció idején a város és Segesvárszék lakossága lutheránus lett.
1785-ben II. József közigazgatási reformja Erdélyt 3 kerületre, abban 11 megyére osztotta, ekkor Segesvárszéket Küküllő és Fogaras vármegyébe sorolták.
1790–1849 között ismét önálló törvényhatóság, 1850-1860 között, a Bach-korszakban a Szebeni szász kerület része lett. 
1861-ben Segesvárszék gyűléseit Segesváron tartotta. 1861-1876 között ismét önálló lett.
Az 1876. évi 13. törvénycikk a szász egyetem és a hétbírák vagyonát érintetlenül hagyta, és egyedül közművelődési célokra fordíthatónak rendelte. A vármegyerendezéskor az 1876. évi 33. törvénycikk Kőhalomszék, Medgyesszék, Nagysinkszék és Segesvárszék Nagy-Küküllő vármegye része lett, Segesvár városa pedig a 25 községből alakított segesvári járás székhelye lett. Bene és Erked községet Udvarhely vármegyébe osztották.
1870-ben 27.280 lakosa volt, melyből 15.481 (56,7%) evangélikus, 10.096 (37%) ortodox, 1.100 (4%) római katolikus, 293 (1,1%) református és 310 egyéb (főleg unitárius és görög katolikus) vallású volt. 57% német, 37% román és 5,5% magyar nemzetiségű.

## Települései
(Zárójelben a német név szerepel.)
- Apold (Trappold) 1869-ben  1216 szász és oláh lakosa volt 294 házban.
- Dános (Dunesdorf) 1786-ban 733 lakosa volt 135 házban, 151 családban (Fogarasban), 1869-ben 1413 oláh és szász lakosa volt 297 házban.
- Erked (Arkeden) 1786-ban 916 fő 187 házban, 111 családban (Fogarasban), 1869-ben 1217 szász és oláh lakosa volt 278 házban.
- Hégen (Hendorf) 1786-ban 899 lakosa volt 160 házban, 203 családban (Fogarasban), 1869-ben 1080 szász és oláh lakosa volt 276 házban.
- Holdvilág (Halwelagen) 1786-ban 714 lakosa volt 137 házban, 178 családban (Küküllő megyébe osztva), 1869-ben 942 szász és oláh lakosa volt 218 házban.
- Homoródbene avagy Bene (Mehburg) 1786-ban 601 lakosa volt 129 házban, 150 családban (Fogaras megyébe osztva). 1869-ben 744 szász és oláh lakosa volt 176 házban.
- Keménynagyszőlős avagy Nagyszőllős (Gross-Alisch) 1786-ban 179 házban, 229 családban 863 fő (Küküllőben), 1869: 266 házban 1317 szász és oláh volt.
- Mese vagy  Musnafalva (Meschendorf) 1786-ban 707 lakosa volt 155 házban, 157 családban (Fogarasban), 1869-ben 705 szász és oláh lakosa volt 178 házban.
- Miklóstelke (Klosdorf) 1786-ban 385 lakosa volt 82 házban, 88 családban (Fogarasban), 1869-ben 357 szász és oláh lakosa volt 103 házban.
- Netus (Neithausen) 1786-ban 590 lakosa volt 119 házban, 185 családban (Fogarasban), 1869-ben 559 szász és oláh lakosa volt 126 házban.
- Prod (Pruden) 1786-ban 429 lakosa volt 96 házban, 124 családban (Küküllőben), 1869-ben 564 szász és oláh lakosa volt 148 házban.
- Pusztacelina avagy Celinapuszta (Wossling) 1869-ben 549 oláh lakosa volt 119 házban.
- Rádos (Radeln) 1786-ban 628 lakosa volt 129 házban, 128 családban (Fogarasban), 1869-ben 708 szász és oláh lakosa volt 171 házban.
- Segesd (Schaas) 1786-ban 777 lakosa volt 154 házban, 172 családban (Fogarasban), 1869-ben 1122 szász és oláh  lakosa volt 254 házban.
- Segesvár (Schässburg) szabad királyi város 1786-ban 5517 lakosa volt, 1080 házában, 1248 családban, 1869-ben  8207 szász, oláh és magyar lakosa volt 1577 házban.
- Szászbuda (Bodendorf) 1786-ban 671 lakosa volt 156 házban, 155 családban (Fogarasban), 1869-ben 952 oláh és szász lakos élt itt 223 házban.
- Szászdálya (Denndorf) 1786-ban 812 lakosa volt 140 házban, 169 családban (Fogarasban), 1869-ben 1390 szász és oláh lakosa volt 317 házban.
- Szászkeresztúr (Deutsch-Kreuz) 1786-ban 851 lakos élt itt 188 házban, 193 családban (Fogarasban), 1869-ben 946 szász és oláh lakosa volt 209 házban.
- Szászkézd (Kaisd) mezőváros 1786-ban 1435 lakosa volt 290 házban, 351 családban (Fogarasban), 1869-ben 2077 szász és oláh lakosa volt 504 házban.
- Szászszentlászló (Gross Lasslen) 1786-ban 886 lakosa volt 177 házban, 199 családban, 1869-ben 1218 szász és oláh lakosa volt 282 házban.